# Leonel Buter
Leonel Alexander Buter (General Roca (Córdoba); 27 de enero de 1993) es un futbolista Argentino. Juega como delantero en Diriangen de la Primera División de Nicaragua. Ex Independiente de Avellaneda, ex sub-20 selección Argentina, ex Barracas Central, equipo con el cual ascendió a primera división.

## Trayectoria
Ingresa en la novena y realiza todas las divisiones inferiores en el Club Atlético Independiente.
Realizó la pretemporada de invierno del 2012 junto al plantel de la reserva en Brasil. En una serie de amistosos convertiría goles en partidos como contra Inter de Porto Alegre que finalizaría 1 a 0.
Luego de su exitosa participación en el Torneo Cuatro Naciones junto a la Selección Sub-20, sería convocado por el DT Américo Gallego para entrenar con la Primera División, y agregado a la lista para los cuartos de final de la Copa Sudamericana 2012.
El debut en primera llegaría el 5 de noviembre frente a Lanús. A los 10 minutos del segundo tiempo, Leonel con la camiseta 36 entra en reemplazo de Patricio Vidal buscando revertir el 0-1 transitorio. Sin embargo, tres minutos después de su ingreso, en una pelota que parecía perdida, el delantero decidió no darla por muerta y la corrió. Cuando Mario Regueiro se percató, le tiró todo su peso para desestabilizar al juvenil. Esto hizo que Buter cayera muy mal, con todo el peso sobre la rodilla izquierda. Inmediatamente, y con notorios gestos de dolor, llamó a los médicos indicando que se había lesionado gravemente. Intentó regresar al campo pero en 2 minutos no pudo más y se retiró entre lágrimas Al día siguiente, los estudios determinaron la rotura de ligamentos interno de la rodilla izquierda, que lo dejará fuera de las canchas entre 6 y 7 meses.

## Selección nacional
Realizó las categorías de la Selección Argentina Sub-18 y la Sub-20.
En octubre de 2012, fue titular y jugador clave en la selección Sub-20 en el torneo amistoso Cuatro Naciones realizado en Chile, preparativo para el Sudamericano. Convirtió el gol del empate frente a Colombia que dejó con chances de obtener el título a Argentina definiendo frente al local. Y en ese partido frente a Chile, Buter convertiría el gol del 2 a 1 que finalmente le daría el campeonato a su selección.

## Clubes
| Club                              | País      | Año               |
| --------------------------------- | --------- | ----------------- |
| Independiente                     | Argentina | 2012 - 2014       |
| Douglas Haig                      | Argentina | 2014 - 2015       |
| Independiente                     | Argentina | 2015              |
| Chacarita                         | Argentina | 2015              |
| Centro Deportivo Olmedo           | Ecuador   | 2016              |
| Club Atlético Alumni              | Argentina | 2017              |
| Rodos FC                          | Grecia    | 2018              |
| Ethnikos Piraeus F.C.             | Grecia    | 2018 - 2019       |
| Club Atlético Atenas (San Carlos) | Uruguay   | 2020              |
| Club Atlético Barracas Central    | Argentina | 2020 - 2021       |
| Independiente Petrolero           | Bolivia   | 2022 - 2023       |
| Chaco For Ever                    | Argentina | 2023 - Actualidad |